# Wetgevende Vergadering

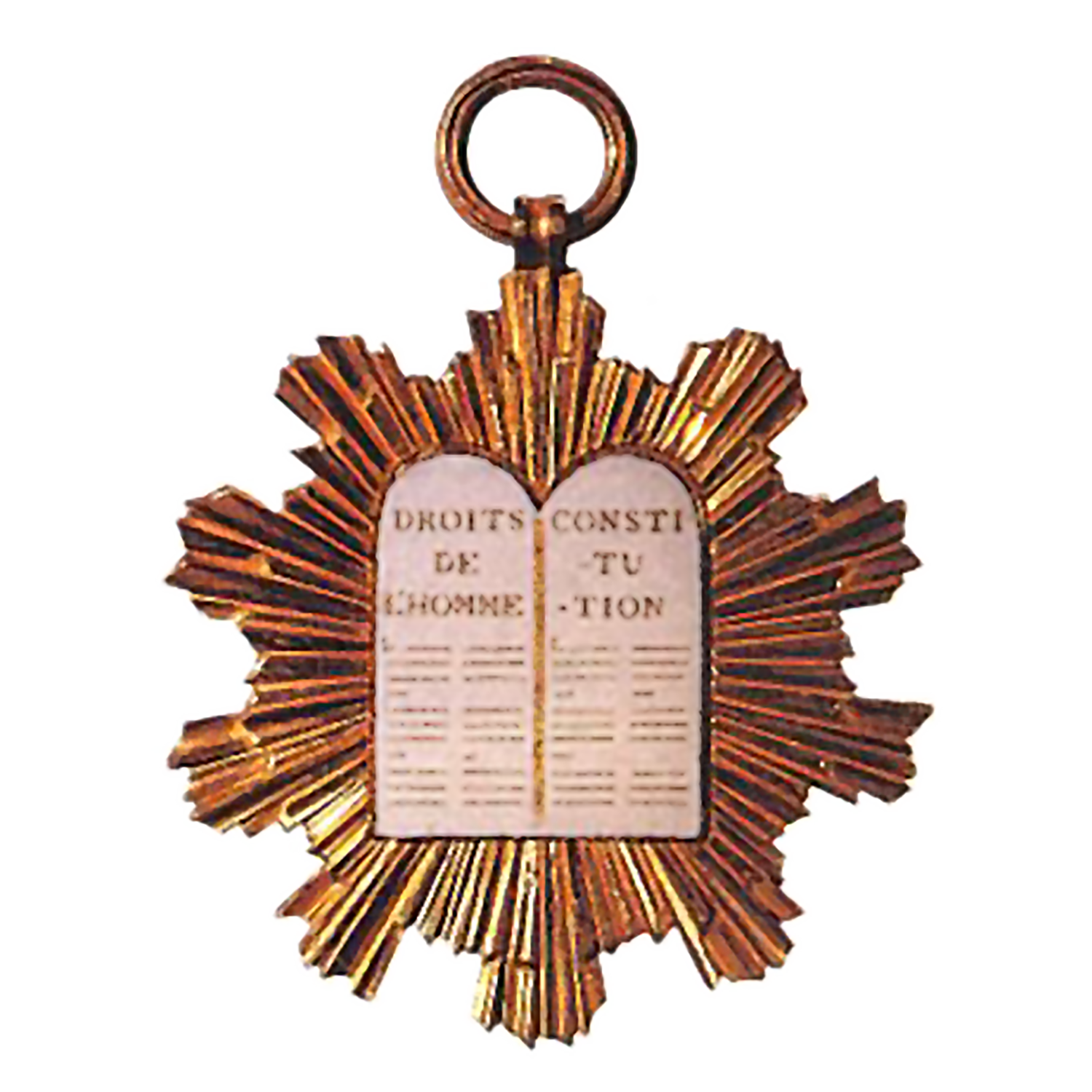
Medaille van de eerste Wetgevende Vergadering (1791-1792)

De Nationale Wetgevende Vergadering (Frans: Assemblée nationale legislative) was tijdens de Franse Revolutie het eerste modern functionerende parlement van Frankrijk. Het bestond uit 745 leden en zetelde van 1 oktober 1791 tot 20 september 1792 in de Salle du Manège in Parijs. Het werd voorgegaan door de Nationale Grondwetgevende Vergadering en opgevolgd door de Nationale Conventie. De Vergadering was vooral samengesteld uit mensen zonder ervaring, antiklerikaal, onder de dertig en uit de middenklasse. De Législative kende weinig mensen uit de adel: alle monarchisten waren gevlucht naar het buitenland. De vergadering hield zich vooral bezig met de financiële crises door middel van confiscatie van de kerkelijke goederen, met een rationele administratieve structuur en een nieuwe grondwet. Aangezien Jean-Paul Marat, Danton en Robespierre geen afgevaardigden waren in de Wetgevende vergadering, speelde de politiek zich vaker af buiten de vergaderzaal.

## Geschiedenis
De Wetgevende Vergadering trad aan kort na het aannemen van de grondwet van 1791, die tot doel had de Revolutie af te sluiten. De scheidende leden van de Grondwetgevende Vergadering hadden zich onverkiesbaar gemaakt, zodat de uitvoering van hun constitutionele werk aan anderen dan de ontwerpers zou toekomen. De verkiezingen, gehouden in de week na 29 augustus in een getrapt systeem met aan de basis de actieve burgers, hadden een grote groep gematigde feuillants aan de macht gebracht (264 tot 334, naargelang de stemming), een nog iets groter deel "onbeslisten" of onafhankelijken (275 tot 345), en slechts 136 jakobijnen (18%).
De situatie van het land was niet briljant. Enkele maanden na de mislukte vlucht van Lodewijk XVI zat vertrouwen van de bevolking in hem nog altijd op een dieptepunt, terwijl buitenlandse mogendheden hem als een gevangene beschouwden en dreigden met gewapende interventie. De Civiele grondwet van de clerus had de geestelijkheid en de Fransen zelf verdeeld. Miljoenen boeren vochten de heerlijke rechten aan die ze nog moesten betalen. En de rijkste kolonie Saint-Domingue was verwikkeld in een alles-of-niets-opstand vanwege de slavernij.
Al vrij snel na het begin van de zittingen tekende het politieke landschap zich af. Aan de rechterzijde bevonden zich de monarchistische feuillants, die conservatief en voor strikte naleving van de constitutie waren. Aan de linkerzijde bevonden zich de republikeinse jakobijnen. Ze zouden uiteenvallen in liberale girondijnen onder leiding van Jacques Pierre Brissot en Nicolas de Condorcet en radicalen, geleid door Robespierre, die de naam jakobijnen hielden. Naast deze twee stromingen was er ook een grote groep die tot geen enkele partij behoorde, zonder markante figuren, zonder uitgesproken mening, en die het vaakst met links meestemde.
Drie groepen werden vijandelijke doelwitten van de Vergadering: de koninklijke familie, de adel die naar het buitenland was gevlucht (de zogenaamde émigrés) en de refractaire geestelijkheid.
De koning, soms ook Lodewijk de Laatste genoemd, had de grondwet van 1791 geaccepteerd, maar bleef er ondanks plechtige eden ontevreden over. Koningin Marie Antoinette voelde zich vernederd en wilde niets lever dan de kroon verlossen van zijn impotentie. Om dit doel te bereiken organiseerde zij een Oostenrijks comité en correspondeerde met haar broer keizer Jozef II hopend op buitenlandse hulp.
De émigrés waren neergestreken in Zwitserland, de Oostenrijkse Nederlanden en de keurvorstendommen Trier en Mainz en werden geleid door de broers van de koning, de graaf van Provence en de graaf van Artois, die een reactionaire beleidslijn aanhingen.
De graaf van Provence nam de houding aan van een regent en omringde zich met een heus ministerie. Zij waren niet altijd even welkom voor de heersers van wier gastvrijheid de émigrés misbruik maakten.
De geestelijken die geen trouw hadden gezworen werden lastiggevallen door de lokale autoriteiten, maar door vele katholieken nog gerespecteerd en vertrouwd. Een commissaris van de Grondwetgevende Vergadering gaf aan een opvolger uit de Wetgevende Vergadering door dat deze groep niets anders wenste dan met rust gelaten te worden.
De Wetgevende Vergadering had echter een te antiklerikale basis voor zulke politiek.
De ministers van de koning, die door de koning benoemd werden en uitgesloten van de Vergadering, waren geen van alle bekenden, maar de machtigste van hen was minister van Oorlog, graaf de Narbonne, die enige invloed op de gang van zaken kon uitoefenen.
In november 1791 werden twee verordeningen aangenomen, de ene betrof de terugkeer van de émigrés voor 1 januari 1792, die wanneer ze dat niet deden voor de doodstraf of voor confiscatie van hun goederen in aanmerking kwamen.
De andere betrof het bevel aan de ongezworen geestelijken om alsnog binnen acht dagen de eed op de grondwet af te leggen, met als sanctie verlies van hun pensioen of deportatie als ze het niet deden.
Beide verordeningen werden door de koning met zijn veto getroffen, met als grond gewetensbezwaren.
De veto's werkten Lodewijks vijanden in de Vergadering in de hand, daar deze konden bewijzen dat de sympathieën van de koning lagen bij de oude orde.
Deze nederlaag van de koning was niet belangrijk, daar de belangrijkste agendapunten buitenlandse aangelegenheden waren.
Om verschillende redenen wilden verschillende politici aansturen op oorlog met Oostenrijk, ten eerste de koning, die een dubbel motief had (als Frankrijk won dan zou hij een populaire opperbevelhebber zijn, als Frankrijk verloor, dan zouden de Oostenrijkers hem in zijn oude rechten herstellen), en ten tweede de girondijnen, die de Revolutie wilden exporteren.
Ondertussen stegen de prijzen van de levensmiddelen, begonnen de onlusten in de steden en probeerde de Vergadering de financiën op orde te brengen door assignaten uit te geven, die echter snel in waarde daalden, inflatie was het gevolg. Het kostte Louis Marie de Narbonne-Lara veel moeite de jakobijnse meerderheid, die tegen oorlog was, over te halen voor oorlog te kiezen, waarop hij op 9 maart 1792 ontslagen werd door de koning, die daarop noodgedwongen een girondijns ministerie moest formeren.
Op 20 april 1792 kwam Lodewijk naar de Vergadering met het voorstel om Oostenrijk de oorlog te verklaren. Het voorstel werd met gejuich ontvangen en snel aangenomen. De oorlog bleek een ramp te zijn, daar het leger door de revolutionaire perikelen alle discipline had verloren.
In de zomer van 1792 werd het land bijna onder de voet gelopen door Oostenrijkse en Pruisische troepen. Hun commandant, Karel Willem Ferdinand van Brunswijk, maakte bekend de oude orde te willen herstellen, hetgeen argwaan tegen de koning opleverde.
Doordat de Pruisisch-Oostenrijkse coalitie niet doorzette, konden de Fransen hun leger verbeteren.
Ondertussen had de Vergadering drie wetten aangenomen: een bevel tot deportatie van de geestelijkheid, een bevel tot ontbinding van de koninklijke garde, en een kamp van féderés vlak bij Parijs. De koning trof het eerste en het derde voorstel met een veto, wel was hij bereid zijn garde op te geven. Het girondijnse ministerie kwam in opstand, maar de koning wist hen te ontslaan.
Op 25 juli kregen de mensen in Parijs lucht van Brunswijks verklaring en Georges Danton, een rechts-nationalistische jakobijn, stookte de gemoederen op. Op 10 augustus werd het paleis aan de Tuileriën bestormd en de koning gevangengezet. Op 20 september 1792 kwam de Nationale Conventie bijeen: de Wetgevende Vergadering werd ontbonden en de monarchie werd afgeschaft.

## Voetnoten
1. ↑  Peter McPhee, Liberty or Death. The French Revolution, 2017, p. 148

Nationale Grondwetgevende Vergadering (1789–91) · Wetgevende Vergadering (1791–92)

Nationale Conventie (1792–95): Girondijnen (1792–93) · Montagnards (1793–94) · Thermidorianen (1794–95)

Tijdens het Directoire: Raad van Vijfhonderd en Raad van Ouden (1795–99)